# Irmgard Abé
Irmgard Abé (* 4. April 1935 in Dresden) ist eine deutsche Schriftstellerin und Drehbuchautorin. Sie ist vor allem unter ihrem Mädchennamen Irmgard Abé, der gleichzeitig auch ihr Pseudonym ist, bekannt, tritt aber auch – vor allem als Drehbuchautorin – mit ihrem Ehenamen als Irmgard Speitel in Erscheinung.
Verheiratet war sie mit dem Kinder- und Jugendbuchautoren Ulrich Speitel (1926–1983).

## Leben
Irmgard Abé wurde am 4. April 1935 in Dresden geboren. Nach dem Besuch der Mittelschule absolvierte sie eine Kaufmanns- und Stenotypistinnenausbildung und war in weiterer Folge als Sekretärin in Rostock tätig. Danach arbeitete sie an der Humboldt-Universität zu Berlin und war als Lektorin bei einem Verlag angestellt. 1981/82 studierte sie am Deutschen Literaturinstitut Leipzig und war danach von 1983 bis 1986 Leiterin des Zirkels Schreibender Arbeiter im Chemiefaserwerk Premnitz.
In den 1970er Jahren verfasste sie zusammen mit ihrem Ehemann das Szenarium für den Kurzdokumentarfilm Nicht zu klein fürs Glück (1972) sowie für den Kinderfilm Die Squaw Tschapajews (1972/73). Ebenso wirkte das Ehepaar als Drehbuchautoren-Duo am Kinderfilm Blumen für den Mann im Mond von Rolf Losansky mit.
Später schrieb sie unter ihrem Mädchennamen, den sie auch als Pseudonym verwendete, das Buch Der Sonntagsmörder. Geschichten von Herrn und Frau Weise (1977), das in weiterer Folge in mehreren Auflagen erschien. 1981 erschien das Buch Ponys fallen nicht vom Himmel, gefolgt von Legende vom Genossen Sheriff. Eine unwahrscheinliche Geschichte (1985), an dem auch noch ihr Mann bis zu seinem Tod mitgewirkt hatte. Im Jahre 1990 erfolgte die Veröffentlichung ihres Buches Links oben, wo die Schürze winkt. Alle Bücher erschienen – zumeist in mehreren Auflagen – im Eulenspiegel-Verlag mit Sitz in Berlin.

## Werke (Auswahl)
- 1977: Der Sonntagsmörder. Geschichten von Herrn und Frau Weise (2. Auflage, 1979; 3. Auflage, 1980; 4. Auflage, 1981; 5. Auflage, 1985)
- 1981: Ponys fallen nicht vom Himmel. Geschichten (2. Auflage, 1984; 3. Auflage, 1988)
- 1985: Legende vom Genossen Sheriff. Eine unwahrscheinliche Geschichte (2. Auflage, 1987; mit Ulrich Speitel)
- 1990: Links oben, wo die Schürze winkt. Geschichten

### Drehbucharbeiten
- 1972: Nicht zu klein fürs Glück (Szenarium; als Irmgard Speitel)
- 1972/73: Die Squaw Tschapajews (Szenarium; als Irmgard Speitel; zusammen mit Ulrich Speitel)
- 1974/75: Blumen für den Mann im Mond (Drehbuch; als Irmgard Speitel; zusammen mit Ulrich Speitel)